# Chaetostachydium filiforme
Chaetostachydium filiforme är en måreväxtart som beskrevs av Colin Ernest Ridsdale. Chaetostachydium filiforme ingår i släktet Chaetostachydium och familjen måreväxter. Inga underarter finns listade i Catalogue of Life.